# Muñeca brava (tango)
«Muñeca brava» es un tango con letra de Enrique Cadícamo y música de Luis Visca, compuesto en 1929.

## Análisis lingüístico
En castellano el término "Muñeca", además de designar a un juguete infantil con forma de persona, suele emplearse también como sinónimo de "mozuela frívola y presumida". Aunque el tango la utiliza con este significado, en Argentina el término suele referirse únicamente a una mujer hermosa y carece de connotaciones negativas.
Con este tango Cadicamo introduce en el lunfardo galicismos provenientes del idioma francés, como "madame", "frapé" o "gigoló". En la letra el narrador interpela al personaje y le dice: “Sos del Trianón… del Trianón de Villa Crespo” aludiendo al origen proletario de la mujer que se hace la francesa pues en esa época Villa Crespo era un barrio de fábricas y talleres poblado mayoritariamente por obreros que trabajaban en los mismos. Si existió o no en la realidad un local con ese nombre no puede dilucidarse con las viejas guías de Buenos Aires como las de las compañías telefónicas o la de la Editorial Kraft, porque ellas no identificaban los comercios por su nombre de fantasía o “marca”, sino por la razón social que los explotaba. Los historiadores y cronistas están divididos: para unos, el café Trianón existió realmente en la esquina sudeste de Avenida Corrientes y Dorrego, lugar donde anteriormente, desde el último tercio del siglo XIX estuvo la pulpería del catalán José Más y luego el café La Tapera y otros sostienen que la mención del Trianón por Enrique Cadícamo es sólo una ironía, que alude al “Pequeño Trianón” hecho por Luis XV, por orden de su favorita Madame de Pompadour, que no lo pudo ver acabado porque murió antes de que se terminara en 1768 por lo que a continuación fue ocupado por Madame du Barry, la siguiente favorita del rey.